# Solanum pungetium
Solanum pungetium är en potatisväxtart som beskrevs av Robert Brown. Solanum pungetium ingår i släktet skattor som ingår i familjen potatisväxter. Inga underarter finns listade i Catalogue of Life.